# Элисондо, Эванхелина
Эванхелина Элисондо (исп. Evangelina Elizondo Lopez-Llera; 28 апреля 1929, Мехико, Мексика — 2 октября 2017, там же) — мексиканская актриса, певица и художница. Актриса «Золотого века мексиканского кинематографа».

## Биография
Родилась 28 апреля 1929 года в Мехико. После окончания средней школы поступила на религиозный факультет в университете La Salle, где изучала богословие, одновременно с этим увлеклась художественной деятельностью. Прошли 64 её художественные выставки в Буэнос-Айресе и в Мехико. В мексиканском кинематографе дебютировала в 1952 году и с тех пор снялась в 70 работах в кино и телесериалах. Номинирована на премию TVyNovelas.
Скончалась 2 октября 2017 года в Мехико.

## Память
28 апреля 2019 года Гугл выпустил дудл в честь дня рождения актрисы.

## Фильмография

### Избранные телесериалы
- 1988 — «Грех Оюки» — Диана
- 1992 — «Дедушка и я» — София
- 1997-98 — «Свет женских глаз» — донья Эмилия Елена
- 1998 — «Три жизни Софии» — Магнолия
- 2003-04 — «Свет женских глаз-2» — донья Эмилия Елена

### Избранные фильмы
- 1958 — «Музыка в ночи»
- 1989 — «Ромеро» — Хосефина Хатедо

### Избранные документальные фильмы
- 1993 — «Память мексиканского кино»